# Westvleteren

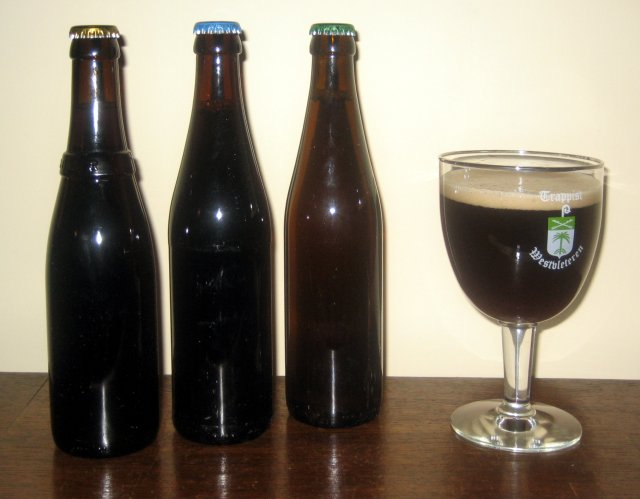
Westvleteren Biersorten

Westvleteren ist ein Trappistenbier, das in der Trappistenabtei Sankt Sixtus in Vleteren (Westflandern) gebraut wird. Neben Westvleteren dürfen in Belgien nur wenige weitere Trappistenbiere das gesetzlich geschützte Label Authentic Trappist Product tragen.

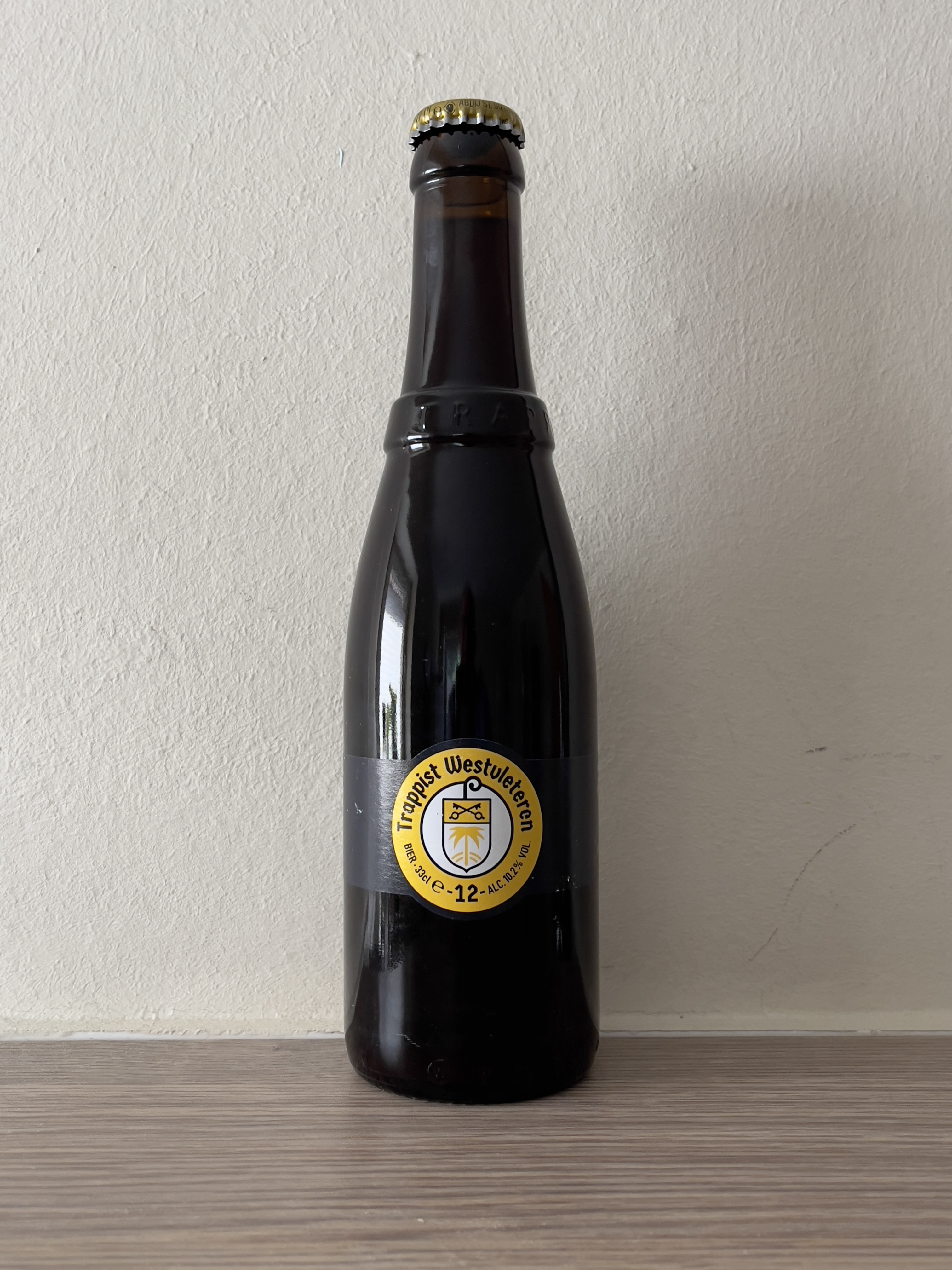
Flasche Westvleteren 12 mit Etikett

## Geschichte
Die Geschichte des Trappistenklosters geht auf das Jahr 1831 zurück, 1839 entstand die erste Brauerei.
Die Abtei und die Brauerei sind nicht zu besuchen, aber es stehen als Informationscenter über das klösterliche Leben das „Claustrum“ sowie ein Ausschank der klösterlichen Spezialitäten beim Café „In de Vrede“ in unmittelbarer Nachbarschaft der Abtei zur Verfügung. Das Bier wird in Flaschen zu 0,33 l abgefüllt. Der Inhalt war bislang nur anhand der Kronkorken zu erkennen, seit dem Sommer 2022 haben die Flaschen auch ein Etikett. Hier finden sich (in niederländischer, französischer und deutscher Sprache) Angaben zu Haltbarkeitsdatum, Zutaten, Sicherheitshinweise, Internetadressen und Brauerei.
Das Bier wird am Kloster beziehungsweise im Café „In de Vrede“ verkauft. Es wird nicht über Händler verkauft, aber via Internet an Endverbraucher.
Nach eigenen Angaben leben die Mönche nicht um zu brauen, sie brauen, um zu leben. Es werden nur beschränkte Mengen produziert und es sind auch nicht immer alle Biersorten vorrätig. Im Jahr 2020 ist das „Biertelefon“ durch einen Webshop ersetzt worden. Hierzu müssen Käufer ein Konto anlegen unter Angabe des Kraftfahrzeugkennzeichens, eine Bankverbindung oder Kreditkarte und E-Mail-Adresse. Nach einloggen zu bestimmten Zeiten kommt der Käufer in ein digitales Wartezimmer. Danach können, je nachdem welche Biere gerade zur Verfügung stehen, bis zu 4 Kästen bestellt werden und beim Kloster ein Abholtermin vereinbart werden. Solch eine Reservierung ist nur alle 60 Tage möglich. Im Januar 2021 ist ein Pilotprojekt gestartet für den Verkauf mit Lieferung an die Hausadresse, allerdings nur für registrierte Kunden in Belgien. Das Bier wird nur gegen Ehrenwort, es nicht weiterzuverkaufen, verkauft. Westvleteren-Trappistenbier ist auf internationalen Bier-Rating-Seiten in die allerersten Ränge gewählt worden. Im Jahr 2005 wurde Westvleteren 12 auf „RateBeer.com“ zum weltbesten Bier gewählt; die Mönche der Abtei Sint Sixtus fühlten sich vom hierdurch ausgelösten Trubel zeitweise in ihrem Klosterleben gestört.
Nachdem es 2019 ein Supermarkt geschafft hatte, sich 300 Kasten Westvleteren Bier zu beschaffen und diese dann für 10 Euro pro Flasche zu verkaufen, hat man das Verkaufsverfahren geändert. Die Reservierung eines Abholtermins und die Bezahlung erfolgen seit 2020 über das Internet.

## Biersorten
- Westvleteren 6 (blond), 5,8 % vol., grüner Kronkorken
- Westvleteren 8 (bruin), 8 % vol., blauer Kronkorken
- Westvleteren 12 (bruin), 10,2 % vol., gelber Kronkorken

Trappistenbier soll mindestens eine Woche stehend in einem dunklen Raum lagern, bevor es bei einer Temperatur zwischen 12 °C und 16 °C konsumiert wird. Zum Einschenken wird es vorsichtig in ein Kelchglas gegossen, damit der Bodensatz, etwa ein Zentimeter, in der Flasche bleibt. Danach kann im zweiten Gang unbedenklich der letzte ebenfalls schmackhafte Zentimeter mit dem vitaminreichen Hefesatz getrunken werden.